# Association des paralysés de France
Die Association des paralysés de France (APF), deutsch Vereinigung der Gelähmten Frankreichs ist ein im Jahr 1933 von André Trannoy gegründeter eingetragener Verein (Association loi 1901) mit Sitz in Paris, der durch Niederlassungen oder délegations départementales in allen französischen Départements vertreten ist und in dem insgesamt etwa 26.000 Mitglieder zusammengeschlossen sind.
Hauptziele der Behindertenorganisation sind die Interessenvertretung körperbehinderter Menschen und die Verteidigung ihrer Grundrechte, insbesondere das Recht auf Gleichstellung und das Recht auf die Anerkennung ihrer Würde. Sie verhandelt diesbezüglich mit politischen Instanzen auf inländischer und europäischer Ebene.    
Darüber hinaus ist es das Bestreben, die psychische, soziale, materielle und gesundheitliche Lage dieser Menschen zu verbessern und die Personen zu unterstützen, von denen sie umgeben sind. Sie verwaltet unter anderem 70 sonderpädagogische Einrichtungen und 50 behindertengerechte Werkstätten. Dem Verein integriert ist die Abteilung APF Évasion für die Organisation von barrierefreien Reisen. 
Der von der Mitgliederversammlung gewählte Aufsichtsrat setzt sich aus mindestens 14 körperbehinderten Personen oder ihren Familienmitgliedern und sieben weiteren Personen zusammen. Der Vorsitzende des Vorstandes (Stand 2007) ist Jean-Marie Barbier.